# All-Ireland Senior Football Championship 1913
L'All-Ireland Senior Football Championship 1913 fu l'edizione numero 27 del principale torneo di calcio gaelico irlandese. Kerry batté in finale Wexford ottenendo il quarto trionfo della sua storia.

## All-Ireland Series

### Semifinali
| Dublino 5 ottobre 1913 | Wexford | 4-04 – 0-01 | Antrim | Jone's Road |

| Portlaoise 9 novembre 1913 | Kerry | 1-08 – 0-01 | Galway |  |

### Finale
| Dublino 14 dicembre 1913 | Kerry | 2-02 – 0-03 | Wexford | Jone's Road (17000 spett.) |